# Омойжуанфо, Охи
Охи Энтони Квоэме Омойжуанфо (норв. Ohi Anthony Kwoeme Omoijuanfo; род. 10 января 1994, Осло) — норвежский футболист, нападающий клуба «Брондбю».

## Клубная карьера
Омойжуанфо начал профессиональную карьеру в клубе «Лиллестрём». 7 ноября 2010 года в матче против «Стрёмсгодсета» он дебютировал в Типпелиге. В этом же поединке Охи забил свой первый гол за «Лиллестрём». В начале 2015 года Омойжуанфо перешёл в «Йерв». 6 апреля в матче против «Саннес Ульф» он дебютировал в Первом дивизионе Норвегии. 10 мая в поединке против «Брюне» Охи забил свой первый гол за «Йерв». 31 мая в поединке против «Левангера» он сделал хет-трик.
В начале 2016 года Омойжуанфо перешёл в «Стабек». 11 марта в матче против «Олесунна» он дебютировал за новую команду. 3 апреля в поединке против «Будё-Глимт» Охи забил свой первый гол за «Стабек».

## Международная карьера
13 июня 2017 года в товарищеском матче против сборной Швеции Омойжуанфо дебютировал за сборную Норвегии (1:1).

## Статистика

### Матчи Омойжуанфо за сборную Норвегии
| Матчи Омойжуанфо за сборную Норвегии | Матчи Омойжуанфо за сборную Норвегии | Матчи Омойжуанфо за сборную Норвегии | Матчи Омойжуанфо за сборную Норвегии | Матчи Омойжуанфо за сборную Норвегии | Матчи Омойжуанфо за сборную Норвегии |
| ------------------------------------ | ------------------------------------ | ------------------------------------ | ------------------------------------ | ------------------------------------ | ------------------------------------ |
| №                                    | Дата                                 | Соперник                             | Счёт                                 | Голы Омойжуанфо                      | Соревнование                         |
| 1                                    | 13 июня 2017                         | Швеция                               | 1:1                                  | —                                    | Товарищеский матч                    |
| 2                                    | 17 ноября 2022                       | Ирландия                             | 2:1                                  | 1                                    | Товарищеский матч                    |

Итого: 2 матча / 1 гол; 1 победа, 1 ничья, 0 поражений.